# Scutul gular

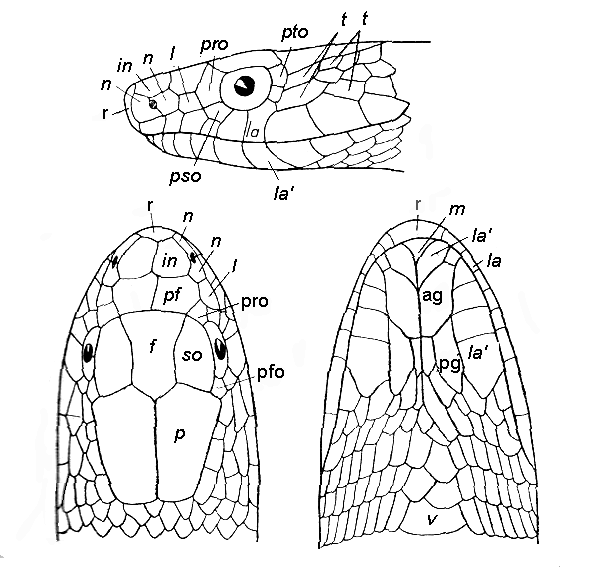
Terminologia scuturilor capului la șarpele Coluber ventromaculatus (după Malcolm A. Smith, 1943). Sus – aspect lateral, jos, în stânga – aspect dorsal, jos, în dreapta - aspect ventral
ag – Inframaxilar anterior,
f – Frontal,
in – Internazal,
l – Loreal,
la – Supralabial,
la' – Sublabial,
m – Mental,
n – Nazal,
p – Parietal,
pf – Prefrontal,
pg – Inframaxilar posterior,
pro – Preocular,
pso – Subocular,
pto – Postocular,
r – Rostral,
so – Supraocular,
t – Temporal,
v – Primul ventral

Scuturile gulare sau gularele (Scuta gularia) sau solzii gulari (Squamae gulares), numite de asemenea scuturi postmentoniere sau scuturi jugulare, sunt solzi mici la șerpi, care acoperă fața ventrală a capului în spatele scuturilor sublabiale și scuturilor inframaxilare. Ele sunt situate în spațiul format de divergența scuturilor sublabiale posterioare și provin fie din gastrostege, fie din solzii care acoperă părțile laterale ale capului.